# Корисні копалини Танзанії
Корисні копалини Танзанії. 

## Загальна характеристика
Країна має поклади алмазів (копальня Вільямсон), залізних руд, золота, кобальту, нікелю, міді, металів платинової групи, фосфатів, вугілля та ін. (табл. 1).
Таблиця. 1 – Основні корисні копалини Танзанії станом на 1998-1999 рр.
| Корисні копалини                       | Запаси       | Запаси   | Вміст корисного компоненту в рудах, % | Частка у світі, % |
| Корисні копалини                       | Підтверджені | Загальні | Вміст корисного компоненту в рудах, % | Частка у світі, % |
| Алмази, млн кар. -природних -ювелірних |              | 4 3      |                                       | 0,3 0,7           |
| Залізні руди, млн т                    | 78           | 334      | 49 (Fe)                               |                   |
| Золото, т                              | 226          | 517      | 0,6 – 4,7 г/т                         | 0,5               |
| Кобальт, тис. т                        | 15           | 40       | 0,1 (Со)                              | 0,3               |
| Мідь, тис. т                           | 55           | 85       | 0,22 (Cu)                             |                   |
| Нікель, тис. т                         | 265          | 465      | 2,18 (Ni)                             | 0,5               |
| Природний горючий газ, млрд м3         | 28           |          |                                       |                   |
| Вугілля, млн т                         | 304          | 1804     |                                       |                   |
| Фосфорити, млн т                       | 1            | 2        | 20 (Р2О5)                             | 0,02              |

## Окремі види корисних копалин

### Золото
На межі XX-XXI ст. десятки провідних гірничорудних компаній Канади, Австралії, ПАР, Гани ведуть масштабні геологорозвідувальні роботи (ГРР) на золото в районі оз. Вікторія. Результатом цього стало відкриття великих за світовими стандартами запасів золота в раніше відомих, але покинутих рудних районах, а також на нових родовищах – Гейта і Булянхулу, Голден-Прайд, Північна Мара, Голден-Рідж і інш. Сумарні ресурси золота (включаючи запаси) тільки названих родовищ на кінець 2000 року становлять 982 т, загальні запаси – 696 т, в тому числі підтверджені – 451.4 т. Всі розвідані, а частково і освоєні родовища золота локалізовані в золотоносній зоні озера Вікторія, в межах декількох архейських зеленокам'яних поясах у фундаменті Танзанійсько-Зімбабвійського щита. Пояси утворюють дві просторово відособлені групи. На заході золотоносної зони – це переривистий кільцеподібний (з апофізами) пояс Сакамаленд (інша назва – пояс Гейта) і розташований південніше субширотний пояс Нзега, на півн.-сході – група субширотних поясів з апофізами північно-західного напряму: Мара, Мусома, Кілімафеда і інш. 
Першим в країні розвіданим промисловим золоторудним об'єктом стало родовище Ґолден-Прайд в поясі Нзега. Підтверджені запаси золота родовища до глибини кар'єру (близько 150 м) на 1997 р становили 34.2 т. Ресурси (із запасами) золота в рудному полі Гейта на 2000 р. оцінювалися понад 376 т. Внаслідок дорозвідки на виробленому у 1933-1966 рр. родов. Гейта (півн. сектор пояса Сакамаленд) та золоторудних об'єктів Кукулума і Матандані були виявлені запаси золотої руди понад 75 млн т. Підтверджені запаси золота родов. Булянхулу - 160 т, ресурси (включаючи запаси) - 326.5 т. Чотири пластові жили родовища, віддалені одна від одної на 300-500 м і складені порівняно багатими (15.9 г/т золота) золото-сульфідно-кварцовими рудами, приурочені до південно-західного крила вузької синклінальної складки, що круто занурюється на північний схід. Головна жила містить понад 3/4 підтверджених запасів золота. На родов. Північна Мара, що на крайньому сході зеленокам'яного пояса Мара, за 85 км східніше м. Мусома, поблизу кордону з Кенією виявлено дві зони прожилково-вкраплених руд золото-сульфідно-кварцового складу - Ньябірама (Nyabirama) і Ньябіґена (Nyabigena). Ресурси золота (із запасами) - 126.5 т, в тому числі підтверджені запаси - 53 т; середній вміст золота в руді - 3.3 г/т [African Mining. 2000. V.5, № 5].
Крім того, в золотоносній зоні озера Вікторія розвідується ще ряд родовищ: Голден-Рідж в східному секторі зеленокам'яного пояса Сакамаленд, в 85-90 км південніше м. Мванза - підтверджені запаси золота складають понад 33 т, ресурси золота - 68.4 т. Компанії Pangea Goldfields Inc. (Австралія) і Exploration Minieres du Nord Ltd. of Montreal (Канада) ведуть розвідку родовища Тулавака, розташованого неподалік від рудника Булянхулу, в 75-80 км від м. Мванза. Бурінням до глибини 160 м тут виявлене багате жильне зруденіння - вміст золота місцями досягає 122-258 г/т. Переробка руди планується на діючому ГЗК Булянхулу (Bulyanhulu). На відомому родов. Бухемба в поясі Мусома (компанія Renewable Energy Corp. Ltd., Австралія) підраховані передбачувані запаси золота становлять 23.3 т, на родов. Бузваґі (Buzwagi) (компанія AngloGold Ltd., ПАР), розташованому в районі м. Кахама - 20.8 т золота в зонах Чоколайт-Риф і Віллідж. Сумарні виявлені ресурси золота (із запасами) дрібніших родовищ Букріф, Кітонго і Ньякафуру оцінені в 57 т.

## Платиноїди
За даними австралійської компанії Goldstream Mining NL на великій платиноносній площі Мібанго в Танзанії сумарний сер. вміст Pt, Pd і Au досягає 6.1 г/т. Зруденіння має потужність 0.3-16 м і залягає на глибині 4-64.5 м. На Мібанго присутні три типи мінералізації: в самому низу залягає горизонт хромітів, вище - горизонт сульфідних руд, який перекривається окисненими рудами [Mining Journal. 2002. V.339, № 8712].
Крім того, на південному сході Танзанії знаходиться аномалія МПГ Лувумбу (Luwumbu), яка за складом мінералів є певним аналогом Бушвелдського комплексу Африки. Перспективність розробок обумовлюється і тим, що зустрічаються прояви платини, хром, нікелю і кобальту.

## Інші корисні копалини
У офшорній зоні виявлено низку газових родовищ (Мзіа, Джодарі, Зафарані, Лавані та ін.).